# Marc Birkigt
Marc Birkigt (Ginebra, 8 de marzo de 1878 - Versoix, 15 de marzo de 1953) fue un ingeniero mecánico suizo, pionero del automóvil y de la aviación, y uno de los fundadores de la marca Hispano-Suiza en 1904.

## Biografía
Marc Birkigt nació en Ginebra, en el barrio de Rousseau. Sus padres eran el sastre alemán Ernst Ludwig Birkigt y Louise Annen. Cuando tenía 2 años de edad, murió su madre, y su padre falleció cuando Marc tenía 12 años. Al quedarse huérfano de madre y padre, su abuela, Louise Annen-Maunier, cuidó de él y se hizo cargo de su educación. En 1895, Birkigt comenzó a estudiar en la Escuela de Mecánica de Ginebra, y tres años después se graduó como Diplomado en Ingeniería. Más tarde empezó a trabajar en Thum, una empresa de mecánica. En 1898 se naturalizó en Ginebra. 
Después de realizar el servicio militar, se trasladó a Barcelona (España), donde fue contratado por Emilio de la Cuadra Albiol para trabajar en su empresa, la Compañía General Española de Coches Automóviles Emilio de la Cuadra. Durante el tiempo que estuvo trabajando para esta empresa, Birkigt construyó su primer motor de explosión de un cilindro, y posteriormente construyó otro motor de dos cilindros. En 1901, la empresa de automóviles La Cuadra entró en bancarrota y cerró sus puertas. Tras la quiebra de la compañía, Marc Birkigt regresó a Ginebra, donde conoció a Eugénie Brachet, con quien se casó el 23 de noviembre de 1901. Con ella tuvo un hijo, Louis Birkigt (nacido en 1903) y una hija, Yvonne Birkigt (nacida en 1905).
En 1902 regresó a Barcelona, y empezó a trabajar como director técnico de J. Castro, Sociedad en Comandita, Fábrica Hispano-Suiza de Automóviles, una empresa que había fundado el empresario lucense José María Castro (uno de los principales acreedores de Emilio de la Cuadra). En dicha empresa Birkigt llegó a diseñar automóviles con soluciones tecnológicas inusuales a principios del siglo XX: caja de cambios de cuatro velocidades, radiador nido de abeja, y transmisión por cardán. En la empresa de Castro también construyó su primer motor de cuatro cilindros, que tenía 2.545 cc, una potencia de 14 CV, y como novedad dos árboles de levas, uno para la admisión y otro para el escape.
El 14 de junio de 1904, Damián Mateu, Francisco Seix y Marc Birkigt crearon La Hispano-Suiza, Fábrica de Automóviles, S.A., y Birkigt comenzó a trabajar en la empresa como director técnico. En 1911, tras la creación de la sucursal de Hispano-Suiza en Francia, Birkigt y su familia se fueron a vivir a París, donde comenzó a dirigir la nueva fábrica situada en Levallois-Perret. En 1913, finalizó el contrato de arrendamiento de los locales que ocupaba la fábrica de Francia, y Birkigt tuvo que encargarse de coordinar el traslado a otra nueva fábrica, situada en Bois-Colombes. 
Tras el comienzo de la Primera Guerra Mundial en 1914, Marc Birkigt y su familia regresaron otra vez a Barcelona, y en la fábrica española de Hispano-Suiza Birkigt empezó a trabajar en motores de aviación, para ser montados en aviones que después serían entregados a las tropas aliadas en la guerra. Birkigt llegó a desarrollar un motor ligero de avión con 8 cilindros en V a 90°, y con una potencia de 150 CV. Después de que finalizase la Primera Guerra Mundial, Birkigt y su familia volvieron a París, donde Birkigt ocupó el cargo de vicepresidente de la Societé Française Hispano Suiza, la antigua sucursal francesa de Hispano-Suiza, que en 1922 se convirtió en una empresa. Al mismo tiempo, Birkigt trabajó también como inventor y director técnico de la empresa española y la empresa francesa.
Durante los años 1930 se asoció con Michelin para crear el ferrobús Micheline. En 1936 y después de haber construido más de 2.500 chasis, la Hispano-Suiza francesa fue nacionalizada por el Estado francés, y Marc Birkigt se consagró a la fabricación de motores de aviación y a la construcción de armas automáticas.

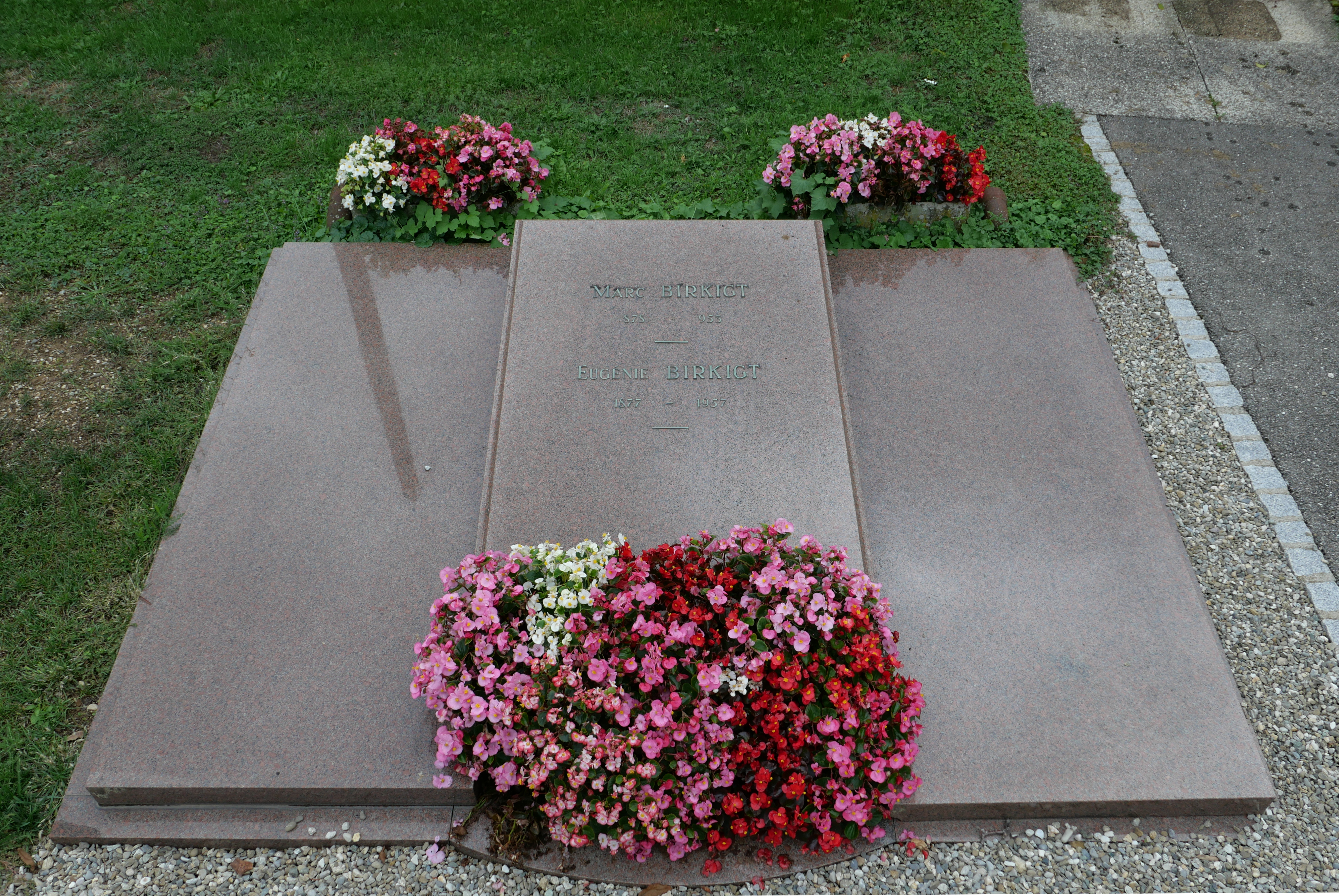
La tumba de Marc Birkigt y de su esposa en el cementerio de Versoix.

En 1938 se fue a Ginebra para hacerse cargo con su hijo, Louis Birkigt, de La Hispano-Suiza (Suisse), S.A. Dos años después, en 1940, volvió a Barcelona con su hijo, para trabajar en la Hispano-Suiza española en el desarrollo del motor Tipo 66 para camiones, de máquinas-herramienta y del proyecto del cañón Hispano-Suiza HS.404 —que fue usado por los aliados en la Segunda Guerra Mundial—.
Años más tarde, Birkigt se fue a Suiza para trabajar en La Hispano-Suiza (Suisse), S.A, donde se comenzarían a fabricar máquinas-herramienta.
Marc Birkigt vivió sus últimos años en Rive-Bleue, en Versoix (cantón de Ginebra), y murió el 15 de marzo de 1953, a causa de un cáncer de pulmón. Está enterrado junto con su esposa Eugénie en Versoix.

## Condecoraciones
Marc Birkigt recibió las siguientes condecoraciones:
- 1908: Caballero de Isabel la Católica.
- 1930: “Comandante”, después “Gran Oficial” en 1939 de la Legión de Honor.
- 1923 y 1949: laureado del Aéro-Club de France.
- 1945:  Doctor honoris causa de la Escuela Politécnica Federal de Zúrich.